# گلارچه علیا
گلارچه علیا، روستایی از توابع بخش صالح‌آباد شهرستان تربت جام در استان خراسان رضوی ایران است.

## جمعیت
این روستا در دهستان جنت‌آباد قرار دارد و براساس سرشماری مرکز آمار ایران در سال ۱۳۸۵، جمعیت آن ۱۱۸ نفر (۲۵خانوار) بوده‌است.